# Frederick Richard FitzGerald
Frederick Richard FitzGerald (* 17. Juli 1869 in Eastbourne; † 30. September 1944 in Rugby) war ein britischer Landschaftsmaler und Aquarellist.

## Leben
Frederick Richard FitzGerald war der Sohn von Frederick Charles FitzGerald und Eliza Francesca (geb. Roberts). Er wuchs zusammen mit seinen älteren Schwestern Lilla, Geraldine, Edith Caroline und Constance Emily zunächst im Seebad Eastbourne in East Sussex auf. Seine Jugend verbrachte er im walisischen Brynteg, wohin seine Familie 1881 umgezogen war.
Im Februar und November des Jahres 1896 war er bei den Brüdern Hobkirk im Arts Club der St. Ives Arts Colony zu Gast. 1897 werden Werke von ihm erstmals in einer Ausstellung in Birmingham gezeigt. Im selben Jahr zog er in den aufstrebenden Badeort Boscombe, einen Vorort von Bournemouth, welcher ihm in den folgenden Jahren seiner Malerkarriere zum Lebensmittelpunkt werden sollte. FitzGeralds Genre besteht ausschließlich aus Seestücken und Küstenlandschaften. Inspiration hierfür fand er überwiegend an den Ufern seiner britischen Heimat sowie in Bezug auf seine Fjordansichten auch auf Reisen nach Norwegen.
Zu Beginn des neuen Jahrhunderts hielt er sich öfters wieder in St. Ives auf und trat um 1913 auch dem Arts Club bei.
Seine Gemälde und Aquarelle stellte er in den folgenden Jahren oft in der Royal Institution und im Royal Institute of Oil Painters aus. Des Weiteren sind folgende Ausstellungsbeteiligungen nachzuweisen:
- 1903 im Burlington House, London, mit dem Werk After the Coronation Review. The Channel Fleet bound to the westward
- 1935 in der 53. Jahresausstellung der Royal Cambrian Academy of Art, Conwy, mit dem Werk Y Garn, Llyn Idwal, North Wales

Seine Frau Agnes Mary (geb. Stennett, geb. 1885) stammte aus dem Küstenort Weston-super-Mare in Somerset. Ihr gemeinsamer Sohn Maurice O’Brian FitzGerald (geb. 1914 in Christchurch bei Bournemouth) schlug später eine militärische Laufbahn ein und trat der Royal Navy bei.

## Werke (Auswahl)
- Silvery Morning, St. Ives (1927), Aquarell (Privatbesitz)
- A Seaway (o. J.), Öl auf Leinwand (Russell-Cotes Art Gallery & Museum, Bournemouth)
- The Beach at Beer, Devon (1906), Öl auf Holz (Russell-Cotes Art Gallery & Museum, Bournemouth)
- Summer Morning at Oye (o. J.), Aquarell (Privatbesitz)
- The North Cape (o. J.), Aquarell (Privatbesitz)